# زینگا
زینگا (به لاتین: Zinga, Lobaye) یک زیستگاه انسانی در جمهوری آفریقای مرکزی است که در لوبایه واقع شده‌است.